# Iveco 330
Der Iveco 330 war ein schwerer Lkw den Iveco ab 1979 fertigte. Erstmals wurde nun von Iveco eine Modellreihe für ein Segment bei allen Tochterunternehmen / Beteiligungen angeboten. Der 330 war direkt abgeleitet vom Fiat 300 und ersetzte damit auch das bisherige Angebot an Fiat-300-Baustellenfahrzeugen. Dessen überarbeitete Kabine wurde auch die Grundlage für die später erschienene T-Reihe von Iveco. Das Chassis war extrem belastbar und deckte daher auch den Bereich Schwertransport von 33 bis 72 Tonnen ab. Der 330 war der erste Baustellen-Lkw in Europa, der einen 8-Zylinder-Motor mit 17,174 l hatte. Die Leistung betrug der 260 bis 310 kW (352 bis 420 PS).
Nach einer langen Bauzeit von 14 Jahren ersetzte ihn der Iveco EuroTrakker.

## Grundlage
Der Markt für Baufahrzeuge war schon immer ganz besonders in Italien. Erlaubt waren dort 33-Tonnen-Lkw auf 3 Achsen in 6x4-Bauweise und 40-Tonnen-Lkw mit 4 Achsen in 8x4-Bauweise, gekennzeichnet durch Blaulicht auf dem Dach der Kabine wenn das Fahrzeug geladen war. Entwickelt wurde der 330 daher um die Anforderungen aller extreme Einsätze auch Off-road für Lasten von 33 bis 72 Tonnen zu erfüllen. Der 330 hatte sich daher einen hervorragenden Ruf für Robustheit und Zuverlässigkeit erworben. Viele Lkw überschritten 2 Millionen Kilometer. Insbesondere wurde der Iveco 330 wie die Vorgänger-Baureihe Fiat 300 als Betonmischer-Fahrzeug mit 9 m³, 10 m³ oder 15 m³ Volumen vertrieben. Mit dem berühmten 8280-8-Zylinder-Motor von Fiat mit 17,174 l hatte er ein maximales Drehmoment von 2050 Nm bei nur 1100 min−1 und war daher als Baustellenfahrzeug geradezu prädestiniert. Erhältlich war der 330 als Sattelzugmaschine und Baustellenfahrzeug als 6x4-, 6x6- und 8x4-Version.
Mit Einführung des Iveco TurboStar erhielt er dessen Kabine und hatte nun serienmäßig eine Klimaanlage.

## Die verschiedensten Verkaufsbezeichnungen des 330 Modells
Unter den Marken Fiat-OM-Unic-Magirus
- 330F26
- 330F35
- 330F35T Langes Fahrerhaus
- 330F26 Hydrotrans
- 330F35 Hydrotrans
- 330F35T Hydrotrans Langes Fahrerhaus

Als Iveco
- 330-26 (nur deutsche und französische Märkte)
- 330-35
- 330-35T
- 330-35 6x6
- Hydrotrans 330-26 (nur deutsche und französische Märkte)
- 330-35 Hydrotrans
- 330-35T Hydrotrans
- 330-30 Turbo (nur deutsche und französische Märkte)
- 330-30 Turbo 6x6 (nur deutsche und französische Märkte)
- 330-35
- 330-35T
- 330-26P (nur deutsche und französische Märkte)
- 330-36 Turbo
- 330-36 Turbo 6x6
- 330-36T Turbo
- 330-42 Turbo
- 330-42T Turbo
- 330-48